# كفر العواميد
كفر العواميد قرية سورية تتبع ناحية مركز الزبداني في منطقة الزبداني في محافظة ريف دمشق. بلغ عدد سكانها 1,588 نسمة في عام 2004 حسب إحصاء المكتب المركزي للإحصاء.